# Palau d'Omurtag
El palau d'Omurtag o Aul (Aulë) d'Omurtag (en búlgar: Аул на Омуртаг, Aul na Omurtag) és un jaciment arqueològic al nord-est de Bulgària, que data de l'antiguitat tardana i l'alta edat mitjana situat prop del llogaret d'Han Krum a la província de Xumen. El lloc ha estat assenyalat com la ubicació de la fortalesa i palau d'Omurtag, governant (kana subigi) del Primer Imperi búlgar del 815–831, com s'esmenta en la inscripció de Chatalar del 822. S'han identificat estructures més primerenques a la rodalia de la fortalesa com la seu episcopal ariana d'un bisbat gòtic.